# Papo de Alejandría

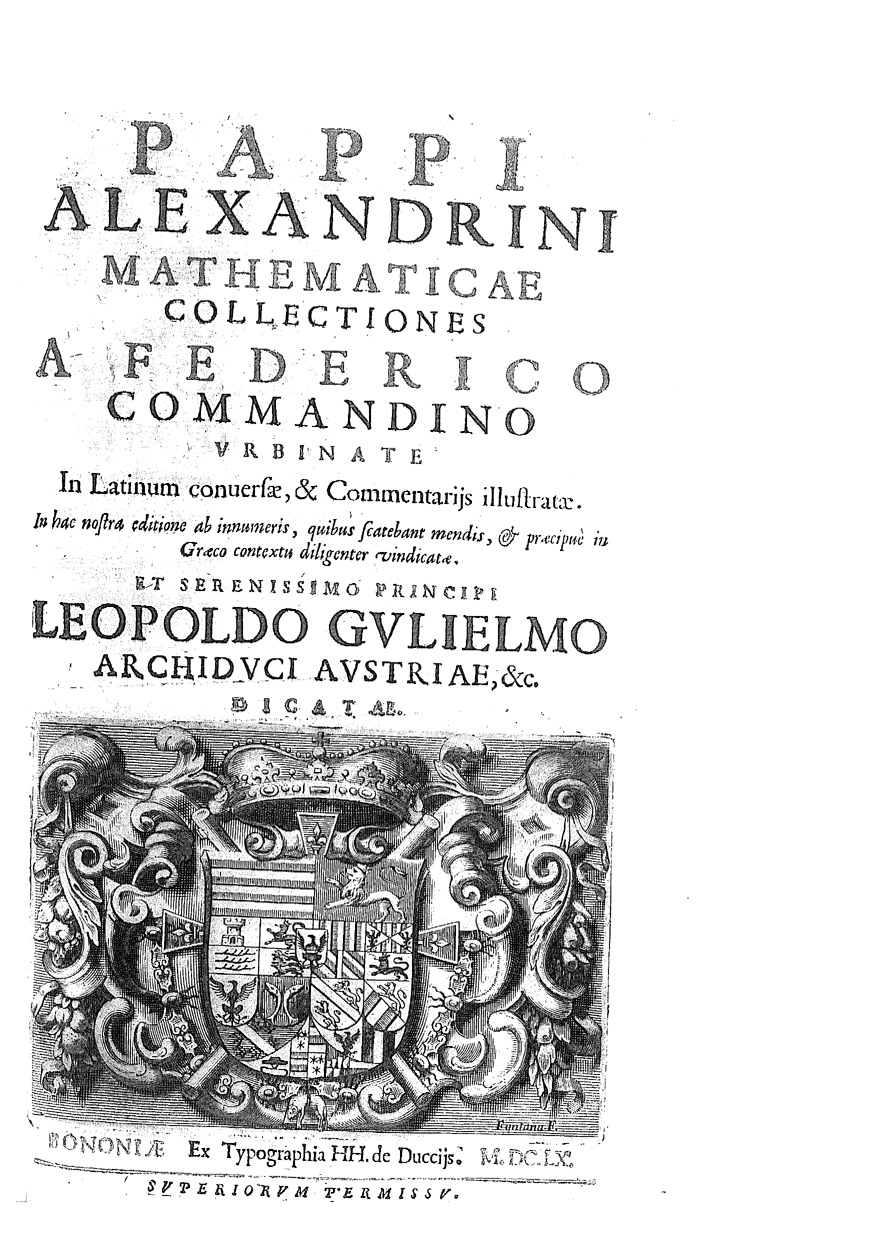
Portada de las Mathematicae Collectiones de Papo, traducidas por Federico Commandino (1589).

Papo de Alejandría (como epónimo Pappus, en griego Πάππος ὁ Ἀλεξανδρεύς) (c. 290 – c. 350) fue uno de los últimos grandes matemáticos griegos de la Antigüedad, conocido por su obra Synagoge (c. 340). Apenas se sabe nada de su vida, salvo que fue maestro en Alejandría y que tuvo un hermano llamado Hermodoro.
Su Synagoge (Colección) es su obra más conocida. Es un compendio de matemáticas de ocho volúmenes. Trata de una gran variedad de problemas de geometría, matemática recreativa, duplicación del cubo, polígonos y poliedros. 
Papo vivió en la primera mitad del siglo IV. Su figura sobresale del estancamiento general de la matemática de su época. 

"Tan por encima estaba de sus contemporáneos, su labor fue tan poco entendida, que no hay referencias sobre él en otros escritores griegos; y por tanto su obra no tuvo ningún efecto en detener la decadencia de la matemática. En este aspecto el destino de Papo se parece llamativamente al de Diofanto.

La Synagoge fue traducida al latín en 1588 por Federico Commandino. El historiador de la matemática y clasicista Friedrich Hultsch publicó en 1878 la versión definitiva en griego y latín de Papus. Paul Ver Eecke, historiador belga, tradujo la obra al francés en 1933.
En geometría, se le atribuyen varios teoremas, conocidos todos con el nombre genérico de «Teorema de Papo» (o «Teorema de Pappus»). Entre estos están: 
- Teorema del centroide de Papo,
- Teorema armónico de Papo,
- Teorema del hexágono de Papo.

También investigó una figura geométrica consistente en un anillo de círculos trazado entre dos círculos tangentes entre sí. Esta figura se conoce como la cadena de Papo.

## Obras

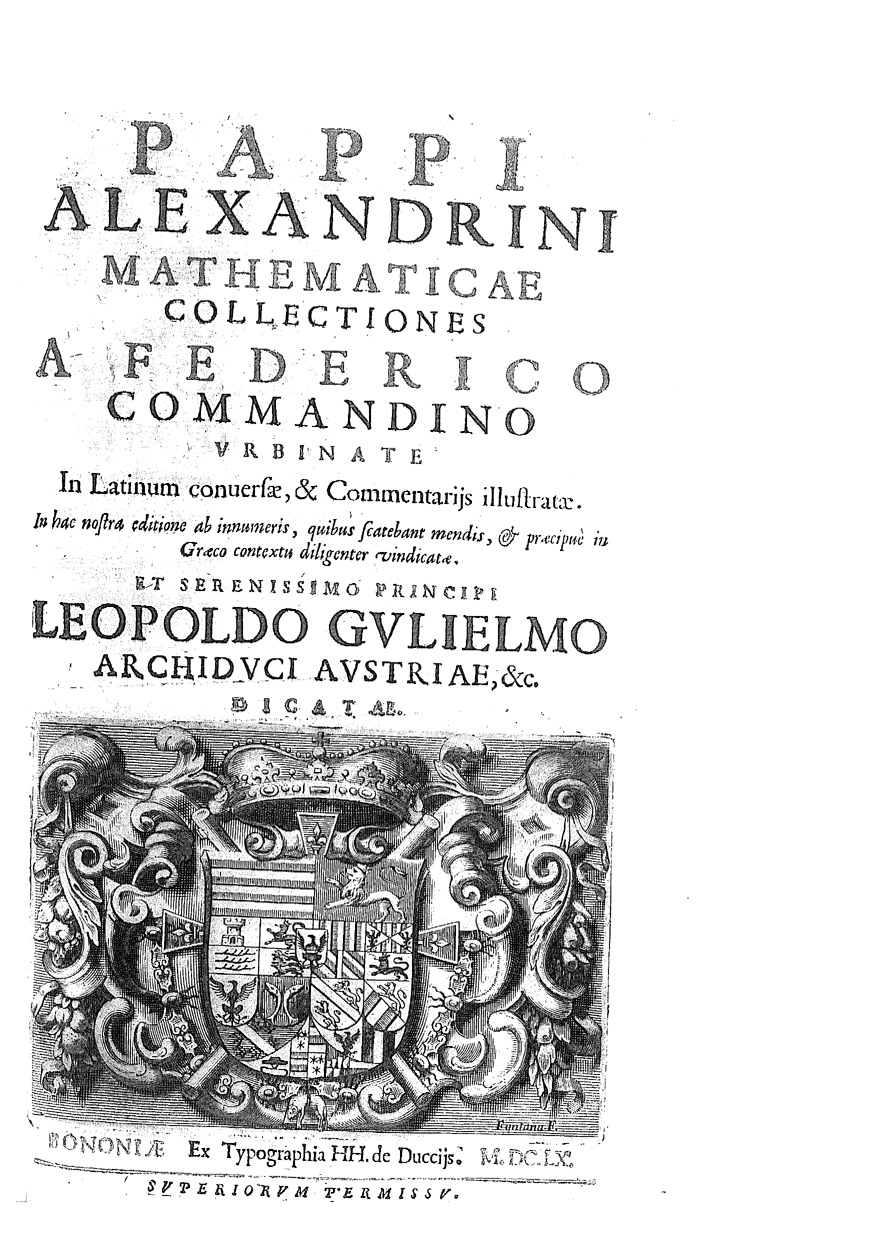
Mathematicae collectiones, 1660

La gran obra de Papos, en ocho libros y titulada Synagoge o Colección, no ha sobrevivido completa: el primer libro se ha perdido, y el resto ha sufrido bastante. El Suda enumera otras obras de Pappus: Χωρογραφία οἰκουμενική (Chorographia oikoumenike o Descripción del mundo habitado), comentario a los cuatro libros del Almagesto de Ptolomeo, Ποταμοὺς τοὺς ἐν Λιβύῃ' (Los ríos de Libia), y Ὀνειροκριτικά (La interpretación de los sueños). El propio Papo menciona otro comentario suyo sobre el Ἀνάλημμα (Analemma) de Diodoro de Alejandría. Pappus también escribió comentarios a los Elementos de Euclides en Elementos' (de los que se conservan fragmentos en Proclus y en los Scholia, mientras que el del Libro décimo se ha encontrado en un manuscrito árabe), y a la Ἁρμονικά de Ptolomeo (Harmonika).
Federico Commandino tradujo la Colección de Pappus al latín en 1588. El clasicista e historiador matemático alemán Friedrich Hultsch (1833-1908) publicó una presentación definitiva en tres volúmenes de la traducción de Commandino con las versiones griega y latina (Berlín, 1875-1878). A partir de la obra de Hultsch, el historiador matemático belga Paul ver Eecke fue el primero en publicar una traducción de la Colección a una lengua europea moderna; su traducción al francés en 2 volúmenes se titula Pappus d'Alexandrie. La Collection Mathématique (París y Brujas, 1933).

## Colección
Las características de la Colección de Papo son que contiene una relación, ordenada sistemáticamente, de los resultados más importantes obtenidos por sus predecesores y, en segundo lugar, notas explicativas o de ampliación de los descubrimientos anteriores. Estos descubrimientos forman, de hecho, un texto sobre el que Papo se extiende discursivamente. Heath consideraba valiosas las introducciones sistemáticas a los distintos libros, ya que exponen claramente un esquema del contenido y el alcance general de los temas a tratar. A partir de estas introducciones se puede juzgar el estilo de la escritura de Papo, que es excelente e incluso elegante en el momento en que se libera de los grilletes de las fórmulas y expresiones matemáticas. Heath también encontró que su exactitud característica hacía de su Colección "un sustituto muy admirable de los textos de los muchos y valiosos tratados de matemáticos anteriores de los que el tiempo nos ha privado".
Las partes que se conservan de la Colección pueden resumirse de la siguiente manera.
Sólo podemos conjeturar que el perdido Libro I, al igual que el Libro II, se ocupaba de la aritmética, introduciéndose claramente el Libro III como inicio de una nueva materia.
Todo el Libro II (cuya primera parte se ha perdido, el fragmento existente comienza a mediados de la proposición 14) discute un método de multiplicación de un libro sin nombre de Apolonio de Perga. Las proposiciones finales tratan de multiplicar juntos los valores numéricos de las letras griegas en dos líneas de poesía, produciendo dos números muy grandes aproximadamente iguales a 2x1054 y 2x1038.
El Libro III contiene problemas geométricos, planos y sólidos. Puede dividirse en cinco secciones:
1. Sobre el famoso problema de encontrar dos proporcionales medias entre dos líneas dadas, que surgió del de duplicar el cubo, reducido por Hipócrates de Quíos a la primera. Papo da varias soluciones de este problema, incluyendo un método de hacer aproximaciones sucesivas a la solución, cuya importancia aparentemente no apreció; añade su propia solución del problema más general de encontrar geométricamente el lado de un cubo cuyo contenido está en cualquier proporción con el de uno dado.[4]
2. Sobre los medios aritméticos, geométricos y armónicos entre dos rectas, y el problema de representar los tres en una misma figura geométrica. Esto sirve como introducción a una teoría general de los medios, de los cuales Papo distingue diez tipos, y da una tabla que representa ejemplos de cada uno en números enteros.[4]
3. Sobre un curioso problema sugerido por Euclides I. 21.[4]
4. Sobre la inscripción de cada uno de los cinco poliedros regulares en una esfera.[4] Aquí Papo observó que un dodecaedro regular y un icosaedro regular podían inscribirse en la misma esfera de forma que sus vértices estuvieran todos en los mismos 4 círculos de latitud, con 3 de los 12 vértices del icosaedro en cada círculo, y 5 de los 20 vértices del dodecaedro en cada círculo. Esta observación se ha generalizado a los politopos duales de mayor dimensión.[8]
5. Un añadido de un escritor posterior sobre otra solución del primer problema del libro.[4]

Del Libro IV se han perdido el título y el prefacio, por lo que el programa tiene que ser recogido del propio libro. Al principio está la conocida generalización de Euclides I.47 (teorema del área de Papo), luego siguen varios teoremas sobre el círculo, que conducen al problema de la construcción de un círculo que circunscriba tres círculos dados, que se tocan dos y dos. Esta y varias otras proposiciones sobre el contacto, por ejemplo, los casos de círculos que se tocan entre sí y que se inscriben en la figura hecha de tres semicírculos y conocida como arbelos ("cuchillo de zapatero") forman la primera división del libro; Papo pasa luego a considerar ciertas propiedades de la espiral de Arquímedes, la conchoide de Nicomedes (ya mencionada en el Libro I como método para duplicar el cubo), y la curva descubierta muy probablemente por Hipias de Elis hacia el 420 a. C., y conocida con el nombre de τετραγωνισμός, o cuadratriz. La proposición 30 describe la construcción de una curva de doble curvatura llamada por Papo la hélice sobre una esfera; está descrita por un punto que se mueve uniformemente a lo largo del arco de un gran círculo, que a su vez gira sobre su diámetro uniformemente, describiendo el punto un cuadrante y el gran círculo una revolución completa en el mismo tiempo. Se halla el área de la superficie incluida entre esta curva y su base, el primer caso conocido de cuadratura de una superficie curva. El resto del libro trata de la trisección de un ángulo, y de la solución de problemas más generales del mismo tipo por medio de la cuadratura y la espiral. En una de las soluciones del primer problema se encuentra el primer uso registrado de la propiedad de una cónica (una hipérbola) con referencia al foco y la directriz.
En el Libro V, después de un interesante prefacio relativo a los polígonos regulares, y que contiene observaciones sobre la forma hexagonal de las celdas de los panales, Papo se dedica a la comparación de las áreas de diferentes figuras planas que tienen todas el mismo perímetro (siguiendo el tratado de Zenodoro sobre este tema), y de los volúmenes de diferentes figuras sólidas que tienen todas la misma área superficial, y, por último, una comparación de los cinco sólidos regulares de Platón. Incidentalmente, Papo describe los otros trece poliedros limitados por polígonos equiláteros y equiangulares, pero no similares, descubiertos por Arquímedes, y encuentra, por un método que recuerda al de Arquímedes, la superficie y el volumen de una esfera.
Según el prefacio, el Libro VI está destinado a resolver las dificultades que se presentan en las llamadas Obras astronómicas menores (Μικρὸς Ἀστρονοµούµενος), es decir, las obras distintas del Almagesto. En consecuencia, comenta la Sphaerica de Teodosio, la Esfera móvil de Autólico, el libro de Teodosio sobre El día y la noche, el tratado de Aristarco Sobre el tamaño y las distancias del Sol y la Luna, y Óptica y Fenómenos de Euclides.

### Libro VII
Desde que Michel Chasles citó este libro de Papo en su historia de los métodos geométricos, se ha convertido en objeto de considerable atención.
El prefacio del Libro VII explica los términos análisis y síntesis, y la distinción entre teorema y problema. A continuación, Papo enumera las obras de Euclides, Apolonio, Aristeo y Eratóstenes, treinta y tres libros en total, cuya sustancia pretende dar, con los lemas necesarios para su elucidación. Con la mención de los Porismos de Euclides tenemos un relato de la relación del porismo con el teorema y el problema. En el mismo prefacio se incluye (a) el famoso problema conocido con el nombre de Papo, a menudo enunciado así: Dada una serie de rectas, hallar el lugar geométrico de un punto tal que las longitudes de las perpendiculares a, o (más generalmente) las rectas trazadas desde él oblicuamente con inclinaciones dadas a, las rectas dadas satisfagan la condición de que el producto de algunas de ellas pueda guardar una relación constante con el producto de las restantes; (Papo no lo expresa en esta forma, sino por medio de la composición de razones, diciendo que si se da la razón que se compone de las razones de los pares uno de un conjunto y uno de otro de las líneas así trazadas, y de la razón del impar, si lo hay, a una recta dada, el punto estará en una curva dada en posición); (b) los teoremas que fueron redescubiertos por Paul Guldin y nombrados después, pero que parecen haber sido descubiertos por el propio Papo.
El libro VII también contiene
1. bajo el título del De Sectione Determinata de Apolonio, lemas que, examinados de cerca, se ven como casos de la involución de seis puntos;[9]
2. importantes lemas sobre los Porismos de Euclides,[9] incluyendo el llamado teorema del hexágono de Papo;[11]
3. un lema sobre los Loci de superficie de Euclides que afirma que el lugar de un punto tal que su distancia a un punto dado guarda una relación constante con su distancia a una recta dada es una cónica, y va seguido de pruebas de que la cónica es una parábola, una elipse o una hipérbola según la relación constante sea igual, menor o mayor que 1 (las primeras pruebas registradas de las propiedades, que no aparecen en Apolonio).[9]

La cita de Chasles de Papo fue repetida por Wilhelm Blaschke y Dirk Struik. En Cambridge, Inglaterra, John J. Milne dio a los lectores el beneficio de su lectura de Papo. En 1985 Alexander Jones escribió su tesis en la Brown University sobre el tema. Una forma revisada de su traducción y comentario fue publicada por Springer-Verlag al año siguiente. Jones logra mostrar cómo Papo manipuló el cuadrilátero completo, utilizó la relación de conjugados armónicos proyectivos y mostró una conciencia de relación cruzada de puntos y líneas. Además, el concepto de polo y polar se revela como un lema en el Libro VII.

### Libro VIII
Por último, el Libro VIII trata principalmente la mecánica, las propiedades del centro de gravedad y algunas potencias mecánicas. Se intercalan algunas proposiciones sobre geometría pura. La proposición 14 muestra cómo dibujar una elipse a través de cinco puntos dados, y la proposición 15 da una construcción sencilla para los ejes de una elipse cuando se da un par de diámetros conjugados.